# 大澤良
大澤 良（おおさわ りょう、1959年 - ）は、日本の農学者（遺伝育種科学・生物資源保全学）。学位は農学博士（筑波大学・1988年）。筑波大学生命環境系元系長・元教授、独立行政法人日本学術振興会学術システム研究センター農学・環境専門調査班元主任研究員、一般社団法人日本育種学会元会長。姓の「澤」は「沢」の旧字体のため、新字体で大沢 良（おおさわ りょう）とも表記される。
日本学術振興会特別研究員、科学技術庁科学技術特別研究員、北陸農業試験場主任研究官、筑波大学農林学系助教授、筑波大学大学院生命環境科学研究科教授などを歴任したが、同大学生への強制わいせつの疑いによって逮捕され、懲戒解雇された。

## 概要
遺伝育種科学や生物資源保全学を専攻する農学者である。植物育種学、遺伝資源、保全生物学に関する研究で知られている。農林水産省の北陸農業試験場での勤務を経て、筑波大学で教鞭を執った。日本育種学会では男女共同参画推進委員などを経て、会長に就任するなど、学術団体のさまざまな役職も兼任した。第4次安倍第2次改造内閣が国家目標として掲げた「2050年までに、未利用の生物機能等のフル活用により、地球規模でムリ・ムダのない持続的な食料供給産業を創出」を実現するべく、内閣府などが推進する「ムーンショット型研究開発制度」にてプロジェクトマネージャーを務めていた。
2021年12月7日、茨城県警つくば署に強制わいせつの疑いで逮捕され、2022年2月8日、筑波大学を懲戒解雇された。

## 来歴

### 生い立ち
1959年（昭和34年）に生まれた。東京農工大学に進学し、農学部の農学科にて学んだ。1983年（昭和58年）、東京農工大学を卒業した。それに伴い、農学士の称号を取得した。さらに筑波大学の大学院に進学し、農学研究科にて学んだ。「アブラナ属複二倍体植物の受粉生物学的研究」と題した博士論文を執筆していた。1987年（昭和62年）、筑波大学の大学院を修了した。1988年（昭和63年）3月25日付で農学博士の学位を取得した。

### 農学者として
1989年（平成元年）から1990年（平成2年）にかけて、日本学術振興会の特別研究員に選任されていた。1990年（平成2年）、科学技術庁に科学技術特別研究員に選任され、1992年（平成4年）まで務めた。その後、農林水産省に転じ、1993年（平成5年）から1998年（平成10年）にかけて、同省の施設等機関である北陸農業試験場の主任研究官を務めた。
1998年（平成10年）10月、母校である筑波大学に採用され、農林学系の助教授として着任した。2010年（平成22年）3月まで助教授を務め、同年4月より大学院の生命環境科学研究科にて教授に就任した。2011年（平成23年）9月まで生命環境科学研究科が本務であったが、同年10月より生命環境系の教授が本務となった。生命環境学群の生物資源学類に置かれた農林生物学コースにて植物育種学の研究室を受け持っている。学内では要職を歴任しており、2021年（令和3年）4月には生命環境系の系長に就任した。そのほか、学外の教育・研究機関などの役職も非常勤で兼任していた。独立行政法人となった日本学術振興会においては、2013（平成25年）4月から2016（平成28年）3月まで学術システム研究センターの農学専門調査班にて専門研究員を兼任し、2020年（令和2年）4月からは学術システム研究センターの農学・環境専門調査班にて主任研究員を兼任していた。国立研究開発法人である科学技術振興機構においては、2020（令和2年）9月から創発的研究支援事業アドバイザーを兼任していた。さらに、経済協力開発機構においては、2018年（平成30年）4月から同年12月までバイオテクノロジー規制監督の調和に関する作業グループにて副座長を兼任していた。そのほかにも、母校である東京農工大学では、2004年（平成16年）2月に講師を兼任していた。愛知教育大学では、2010年（平成22年）12月に大学院の講師を兼任していた。岡山大学においては、2011年（平成23年）8月に大学院の農学研究科にて講師を兼任していた。千葉大学においては、2014年（平成26年）4月から2019年（平成31年）3月まで大学院の園芸学研究科にて講師を兼任していた。

## 研究
専門は農学であり、特に遺伝育種科学や生物資源保全学といった分野を研究していた。具体的には、植物育種学、遺伝資源、保全生物学に関する研究に従事していた。内閣府などが推進する「ムーンショット型研究開発制度」において「2050年までに、未利用の生物機能等のフル活用により、地球規模でムリ・ムダのない持続的な食料供給産業を創出」する目標が掲げられているが、その一環として「サイバーフィジカルシステムを利用した作物強靭化による食料リスクゼロの実現」を目指す研究のプロジェクトマネージャーに就任した。
これまでの業績に対しては、幾つかの学術賞が贈られている。「他殖性作物における受粉生物学的研究ならびに植物集団遺伝構造の理論的解析」における業績が評価され、日本育種学会より1995年（平成7年）に奨励賞が授与されている。また、『Breeding Science』にて発表した「QTL analysis of photoperiod sensitivity in common buckwheat by using markers for expressed sequence tags and photoperiod-sensitivity candidate genes」が評価され、2012年（平成24年）3月に同じく日本育種学会より論文賞が授与されている。さらに『Breeding Science』に発表した「Variation in floral scent compounds recognized by honeybees in Brassicaceae crop species」が評価され、翌年3月に再び論文賞が授与されている。また、日本生態学会の第52回大会においては、「野生サクラソウ集団内・間における表現形質の遺伝的多様性」の発表が評価され、2005年（平成17年）3月に優秀ポスター賞を受賞した。続く第53回大会においては、「QstとFst――量的形質と分子マーカーによる野生サクラソウ集団の遺伝的分化の把握」の発表が評価され、2006年（平成18年）3月に遂に最優秀ポスター賞を受賞した。第54回大会においても「野生サクラソウ集団における環境応答性の遺伝的変異」の発表が評価され、2007年（平成19年）3月に優秀ポスター賞を受賞した。
学術団体としては日本育種学会、日本作物学会、といったさまざまな団体に所属していた。日本育種学会においては、男女共同参画推進委員や副会長などを経て、2020年（令和2年）4月に会長に就任した。前述の不祥事により、2021年12月24日、会長を退任。

## 人物
自身の研究について「食料生産に対する研究者としての我々の責任・方向性は、科学技術によって豊かな生活を保障すること」と述べている。また、「消費者は誰が育種をしているのか知らない」と指摘し、「顔が見える育種を世の中に問うていかなければならない」と主張するなど、情報発信の重要性を訴えている。

## 略歴
- 1959年 - 誕生[7]。
- 1983年 - 東京農工大学農学部卒業[1]。
- 1987年 - 筑波大学大学院農学研究科修了[1]。
- 1989年 - 日本学術振興会特別研究員[1]。
- 1990年 - 科学技術庁科学技術特別研究員[1]。
- 1993年 - 北陸農業試験場主任研究官[1]。
- 1998年 - 筑波大学農林学系助教授[1]。
- 2004年 - 東京農工大学農学部講師[1]。
- 2010年 - 筑波大学大学院生命環境科学研究科教授[1]。
- 2010年 - 愛知教育大学大学院講師[1]。
- 2011年 - 筑波大学生命環境系教授[1]。
- 2011年 - 岡山大学大学院農学研究科講師[1]。
- 2013年 - 日本学術振興会学術システム研究センター農学専門調査班専門研究員[1]。
- 2014年 - 千葉大学大学院園芸学研究科講師[1]。
- 2018年 - 経済協力開発機構バイオテクノロジー規制監督の調和に関する作業グループ副座長[1]。
- 2020年 - 日本学術振興会学術システム研究センター農学・環境専門調査班主任研究員[1]。
- 2020年 - 科学技術振興機構創発的研究支援事業アドバイザー[1]。
- 2021年 - 筑波大学生命環境系系長[1]。
- 2022年 - 筑波大学から懲戒解雇される。

## 賞歴
- 1995年 - 日本育種学会奨励賞[1]。
- 2005年 - 日本生態学会優秀ポスター賞[1]。
- 2005年 - 北陸作物学会賞[1]。
- 2006年 - 日本生態学会最優秀ポスター賞[1]。
- 2007年 - 日本生態学会優秀ポスター賞[1]。
- 2012年 - 日本育種学会論文賞[1]。
- 2013年 - 日本育種学会論文賞[1]。

## 著作

### 共著
- 山口裕文・河瀬眞琴編著『雑穀の自然史――その起源と文化を求めて』北海道大学図書刊行会、2003年。ISBN 4832980513
- 西尾剛編著『遺伝学の基礎』朝倉書店、2006年。ISBN 4254405413
- 江頭宏昌編『人間と作物』ドメス出版、2016年。ISBN 978-4-8107-0827-1
- 北柴大泰・西尾剛編、西尾剛ほか著『植物育種学』5版、文永堂出版、2021年。ISBN 978-4-8300-4143-3

### 編纂
- 鵜飼保雄・大澤良編著『品種改良の世界史』作物編、悠書館、2010年。ISBN 978-4-903487-41-0
- 鵜飼保雄・大澤良編『品種改良の日本史――作物と日本人の歴史物語』悠書館、2013年。ISBN 978-4-903487-71-7
- 江面浩・大澤良編著『新しい植物育種技術を理解しよう――NBT（new plant breeding techniques）』国際文献社、2013年。ISBN 978-4-902590-33-3

### 寄稿、分担執筆、等
- 日本花粉学会編『花粉学事典』朝倉書店、1994年。ISBN 4254170882
- 篠原和毅・近藤和雄監修、健康機能性農産物研究会編『大地からの健康学――地域特産と生活習慣病予防』農林統計協会、2001年。ISBN 4541026724
- 鷲谷いづみ編『サクラソウの分子遺伝生態学――エコゲノム・プロジェクトの黎明』東京大学出版会、2006年。ISBN 4130661566
- 中島紀一編『地域と響き合う農学教育の新展開――農学系現代GPの取り組みから』筑波書房、2008年。ISBN 978-4-8119-0323-1
- 向井文雄編著『生物統計学』化学同人、2011年。ISBN 978-4-7598-1109-4
- 山口裕文編著『栽培植物の自然史』2巻、北海道大学出版会、2013年。ISBN 978-4-8329-8206-2
- 篠原温編著『野菜園芸学の基礎』農山漁村文化協会、2014年。ISBN 978-4-540-11205-8
- 山口裕文ほか編著『〈中尾佐助照葉樹林文化論〉の展開』北海道大学出版会、2016年。ISBN 978-4-8329-6820-2
- 岩波書店編集部編『広辞苑を3倍楽しむ』その2、岩波書店、2018年。ISBN 978-4-00-029670-0
- 『最新のゲノム編集技術と用途展開』シーエムシー出版、2021年。ISBN 978-4-7813-1586-7